# Saison 2020-2021 de l'Atlético de Madrid
 (décembre 2022).
Maillots
Chronologie
Saison précédente Saison suivante
La saison 2020-2021 est la 90e saison de l'Atlético de Madrid depuis sa fondation en 1903 et la 84e saison du club en Liga, la meilleure ligue espagnole de football. L'Atlético évolue en Liga, Coupe du Roi et en Ligue des Champions.

## Transferts
| N°                       | Joueur               | Nat. | Poste          | Transfert                           | Période         | Provenance/Destination | Division             |
| ------------------------ | -------------------- | ---- | -------------- | ----------------------------------- | --------------- | ---------------------- | -------------------- |
| Arrivées                 |                      |      |                |                                     |                 |                        |                      |
| —                        | Nikola Kalinić       |      | Attaquant      | Retour de Prêt                      | Mercato d'été   | AS Rome                | Serie A              |
| —                        | Víctor Mollejo       |      | Milieu         | Retour de Prêt                      | Mercato d'été   | Deportivo La Corogne   | La Liga              |
| —                        | Javi Montero         |      | Défenseur      | Retour de Prêt                      | Mercato d'été   | Deportivo La Corogne   | La Liga              |
| —                        | Nehuén Pérez         |      | Défenseur      | Retour de Prêt                      | Mercato d'été   | FC Famalicão           | Liga Bwin            |
| 9                        | Álvaro Morata        |      | Attaquant      | 56 M€                               | Mercato d'été   | Chelsea FC             | Premier League       |
| 1                        | Ivo Grbić            |      | Gardien de but | 3,5 M€                              | Mercato d'été   | NK Lokomotiva Zagreb   | Prva HNL             |
| 21                       | Yannick Carrasco     |      | Attaquant      | 27 M€                               | Mercato d'été   | Dalian Professional    | Chinese Super League |
| 9                        | Luis Suárez          |      | Attaquant      | 7 M€                                | Mercato d'été   | FC Barcelone           | La Liga              |
| 4                        | Geoffrey Kondogbia   |      | Milieu         | Montant Inconnu                     | Mercato d'été   | Valence CF             | La Liga              |
| 5                        | Lucas Torreira       |      | Milieu         | Prêt                                | Mercato d'été   | Arsenal                | Premier League       |
| 19                       | Moussa Dembélé       |      | Attaquant      | Prêt (avec option d'achat)          | Mercato d'hiver | Olympique lyonnais     | Ligue 1              |
| Dépenses totales : 88 M€ |                      |      |                |                                     |                 |                        |                      |
| Départs                  |                      |      |                |                                     |                 |                        |                      |
| 39                       | Óscar Clemente       |      | Milieu         | Montant Inconnu                     | Mercato d'été   | UD Las Palmas          | La Liga 2            |
| 1                        | Antonio Adán         |      | Gardien de but | Libre                               | Mercato d'été   | Sporting CP            | Liga Bwin            |
| —                        | Caio Henrique        |      | Défenseur      | 8 M€                                | Mercato d'été   | AS Monaco              | Ligue 1              |
| —                        | Nikola Kalinić       |      | Attaquant      | Montant Inconnu                     | Mercato d'été   | Hellas Vérone          | Serie A              |
| 5                        | Thomas Partey        |      | Milieu         | 50 M€                               | Mercato d'été   | Arsenal                | Premier League       |
| 37                       | Álex Dos Santos      |      | Gardien de but | Prêt                                | Mercato d'été   | NK Lokomotiva Zagreb   | Prva HNL             |
| 40                       | Darío Poveda         |      | Attaquant      | Prêt                                | Mercato d'été   | Getafe CF              | La Liga              |
| —                        | Javi Montero         |      | Défenseur      | Prêt                                | Mercato d'été   | Beşiktaş JK            | Süper Lig            |
| 9                        | Álvaro Morata        |      | Attaquant      | Prêt Payant de 10 M€                | Mercato d'été   | Juventus               | Série A              |
| 4                        | Santiago Arias       |      | Défenseur      | Prêt (avec option d'achat de 12 M€) | Mercato d'été   | Bayer Leverkusen       | Bundesliga           |
| 4                        | Nehuén Pérez         |      | Défenseur      | Prêt                                | Mercato d'été   | Grenade CF             | La Liga              |
| —                        | Víctor Mollejo       |      | Attaquant      | Prêt                                | Mercato d'été   | Getafe CF              | La Liga              |
| 19                       | Diego Costa          |      | Attaquant      | Libre                               | Mercato d'hiver |                        |                      |
| 3                        | Manu Sánchez         |      | Défenseur      | Prêt                                | Mercato d'hiver | CA Osasuna             | La Liga              |
| 17                       | Ivan Šaponjić        |      | Attaquant      | Prêt                                | Mercato d'hiver | Cádiz CF               | La Liga              |
| 35                       | Juan Manuel Sanabria |      | Milieu         | Prêt                                | Mercato d'hiver | Real Saragosse         | La Liga 2            |
| Recettes totales : 68 M€ |                      |      |                |                                     |                 |                        |                      |

## Maillots

### Maillots des joueurs sur le terrain
|  | Domicile · (2020-2021) | Domicile (alt.) · (2020-2021) | Extérieur · (2019-2020) | Extérieur (alt.) 1 · (2020-2021) | Extérieur (alt.) 2 · (2020-2021) | Third · (2020-2021) |

## Effectif de la saison

### Joueurs
| N°                 | Poste | Nat. | Nom                | Date de Naissance | Sélection                 | Provenance de        | Nbr. de Matchs | Buts | Contrat   | Transfert (coût) | Remarques                                |
| ------------------ | ----- | ---- | ------------------ | ----------------- | ------------------------- | -------------------- | -------------- | ---- | --------- | ---------------- | ---------------------------------------- |
| Gardiens de but    |       |      |                    |                   |                           |                      |                |      |           |                  |                                          |
| 1                  | G     |      | Ivo Grbić          | 18 janvier 1996   | Croatie                   | NK Lokomotiva Zagreb | 0              | 0    | 2020-2024 | 3,5 M€           |                                          |
| 13                 | G     |      | Jan Oblak          | 13 mai 1987       | Slovénie                  | Benfica Lisbonne     | 257            | 0    | 2014-2023 | 16 M€            | Vice-capitaine                           |
| Défenseurs         |       |      |                    |                   |                           |                      |                |      |           |                  |                                          |
| 2                  | D     |      | José Giménez       | 20 janvier 1995   | Uruguay                   | Danubio FC           | 191            | 8    | 2013-2023 | 0,9 M€           | 3e Capitaine Second Nationalité: Espagne |
| 12                 | D     |      | Renan Lodi         | 8 avril 1998      |                           | Atlético Paranaense  | 43             | 1    | 2019-2026 | 25 M€            |                                          |
| 15                 | D     |      | Stefan Savić       | 8 janvier 1991    | Monténégro                | Fiorentina           | 160            | 2    | 2015-2023 | 25 M€            |                                          |
| 18                 | D     |      | Felipe             | 16 mai 1989       | Brésil                    | FC Porto             | 36             | 2    | 2019-2022 | 20 M€            |                                          |
| 22                 | D     |      | Mario Hermoso      | 18 juin 1995      | Espagne                   | Espanyol Barcelone   | 23             | 0    | 2019-2025 | 25 M€            |                                          |
| 23                 | D     |      | Kieran Trippier    | 19 septembre 1990 | Angleterre                | Tottenham Hotspur    | 33             | 0    | 2019-2023 | 20 M€            |                                          |
| 24                 | D     |      | Šime Vrsaljko      | 10 janvier 1992   | Croatie                   | Inter Milan          | 63             | 1    | 2016-2022 | 16 M€            |                                          |
| Milieux de terrain |       |      |                    |                   |                           |                      |                |      |           |                  |                                          |
| 4                  | M     |      | Geoffrey Kondogbia | 15 février 1993   | République centrafricaine | Valence CF           | 0              | 0    | 2020-2024 | 10 M€            | Second Nationalité: France               |
| 5                  | M     |      | Lucas Torreira     | 11 février 1996   | Uruguay                   | Arsenal              | 0              | 0    | 2020-2021 | Prêt             |                                          |
| 6                  | M     |      | Koke               | 8 janvier 1992    | Espagne                   | Formé au club        | 457            | 45   | 2009-2024 | Formé au club    | Capitaine                                |
| 8                  | M     |      | Saúl Ñíguez        | 21 novembre 1994  | Espagne                   | Formé au club        | 296            | 41   | 2013-2026 | Formé au club    | 4e Capitaine                             |
| 11                 | M     |      | Thomas Lemar       | 12 novembre 1995  | France                    | AS Monaco            | 72             | 4    | 2018-2024 | 70 M€            |                                          |
| 14                 | M     |      | Marcos Llorente    | 30 janvier 1995   | Espagne                   | Real Madrid          | 36             | 5    | 2019-2024 | 30 M€            |                                          |
| 16                 | M     |      | Héctor Herrera     | 19 avril 1990     | Mexique                   | FC Porto             | 30             | 1    | 2019-2022 | Gratuit          | Second Nationalité: Portugal             |
| 20                 | M     |      | Vitolo             | 2 novembre 1989   | Espagne                   | Séville FC           | 86             | 7    | 2017-2022 | 35 M€            |                                          |
| 21                 | M     |      | Yannick Carrasco   | 4 septembre 1993  | Belgique                  | Dalian Pro           | 140            | 24   | 2020-2024 | 27 M€            |                                          |
| Attaquants         |       |      |                    |                   |                           |                      |                |      |           |                  |                                          |
| 7                  | A     |      | João Félix         | 10 novembre 1999  | Portugal                  | Benfica Lisbonne     | 36             | 9    | 2019-2026 | 126 M€           |                                          |
| 9                  | A     |      | Luis Suárez        | 24 janvier 1987   | Uruguay                   | FC Barcelone         | 0              | 0    | 2020-2022 | Gratuit          | Second Nationalité: Italie               |
| 10                 | A     |      | Ángel Correa       | 9 mars 1995       | Argentine                 | San Lorenzo          | 232            | 37   | 2015-2024 | 7,5 M€           | Second Nationalité: Espagne              |
| 19                 | A     |      | Moussa Dembélé     | 12 juillet 1996   |                           | Olympique Lyonnais   | 0              | 0    | 2020-2021 | Prêt             |                                          |

### Joueurs prêtés
Le tableau suivant liste les joueurs de l'Atlético en prêt pour la saison 2020-2021.
| Joueurs prêtés |       |                        |                      |                     |           |                      |
| N°             | Poste | Nat.                   | Nom                  | Date de Naissance   | Sélection | Club en prêt         |
| 37             | G     | Drapeau du Brésil      | Axel dos Santos      | 15/01/1999 (26 ans) | –         | NK Lokomotiva Zagreb |
| 40             | A     | Drapeau de l'Espagne   | Darío Poveda         | 13/03/1997 (28 ans) | –         | Getafe CF            |
| -              | M     | Drapeau de l'Espagne   | Javi Montero         | 14/01/1999 (26 ans) | –         | Beşiktaş JK          |
| 9              | A     | Drapeau de l'Espagne   | Álvaro Morata        | 23/10/1992 (32 ans) | Espagne   | Juventus             |
| 4              | D     | Drapeau de la Colombie | Santiago Arias       | 13/01/1992 (33 ans) | Colombie  | Bayer Leverkusen     |
| 4              | D     | Drapeau de l'Argentine | Nehuén Pérez         | 24/06/2000 (24 ans) | Argentine | Grenade CF           |
| -              | D     | Drapeau de l'Espagne   | Víctor Mollejo       | 21/01/2001 (24 ans) | –         | Getafe CF            |
| 3              | D     | Drapeau de l'Espagne   | Manu Sánchez         | 24/08/2000 (24 ans) | –         | CA Osasuna           |
| 17             | A     | Drapeau de la Serbie   | Ivan Šaponjić        | 21/08/1997 (27 ans) | –         | Cádiz CF             |
| 35             | M     | Drapeau de l'Uruguay   | Juan Manuel Sanabria | 29/03/2000 (24 ans) | –         | Real Saragosse       |

## Compétitions
| La Liga             | Copa Del Rey                       | Ligue des Champions                                    |
| ------------------- | ---------------------------------- | ------------------------------------------------------ |
| 1re place 86 points | 2e Tour contre UE Cornellà (1 - 0) | Huitième de Finale contre Chelsea FC (0 - 1) - (2 - 0) |
| 26V 8N 4D           | 1V 0N 1D                           | 2V 3N 3D                                               |
| TOTAL : 29V 11N 8D  |                                    |                                                        |

### La Liga

#### Classement
| Rang | Équipe                 | Pts | J  | G  | N  | P  | Bp | Bc | Diff | Qualification ou relégation                                      |
| ---- | ---------------------- | --- | -- | -- | -- | -- | -- | -- | ---- | ---------------------------------------------------------------- |
| 1    | Atlético de Madrid (C) | 86  | 38 | 26 | 8  | 4  | 67 | 25 | +42  | Qualification pour la phase de groupes de la Ligue des champions |
| 2    | Real Madrid T          | 84  | 38 | 25 | 9  | 4  | 67 | 28 | +39  | Qualification pour la phase de groupes de la Ligue des champions |
| 3    | FC Barcelone C         | 79  | 38 | 24 | 7  | 7  | 85 | 38 | +47  | Qualification pour la phase de groupes de la Ligue des champions |
| 4    | Séville FC             | 77  | 38 | 24 | 5  | 9  | 53 | 33 | +20  | Qualification pour la phase de groupes de la Ligue des champions |
| 5    | Real Sociedad          | 62  | 38 | 17 | 11 | 10 | 59 | 38 | +21  | Qualification pour la phase de groupes de la Ligue Europa        |

1. ↑  Étant donné que le vainqueur de la Coupe d'Espagne 2020-2021, le FC Barcelone, est  actuellement qualifié pour les compétitions européennes via le championnat, la place attribuée au vainqueur de la coupe (phase de groupe de la Ligue Europa 2021-2022) est reversée à l'équipe classée sixième, et la place attribuée à l'équipe classée sixième (barrages de la Ligue Europa Conférence 2021-2022) est reversée à l'équipe classée septième.

#### Évolution du classement et des résultats
| Journée  | 1  | 2  | 3  | 4  | 5  | 6  | 7   | 8   | 9   | 10  | 11  | 12  | 13  | 14  | 15  | 16  | 17  | 18  | 19  | 20  | 21  | 22  | 23  | 24  | 25  | 26  | 27  | 28  | 29  | 30  | 31  | 32  | 33 | 34  | 35  | 36  | 37  | 38  |
| -------- | -- | -- | -- | -- | -- | -- | --- | --- | --- | --- | --- | --- | --- | --- | --- | --- | --- | --- | --- | --- | --- | --- | --- | --- | --- | --- | --- | --- | --- | --- | --- | --- | -- | --- | --- | --- | --- | --- |
| Résultat | V  | N  | N  | V  | V  | V  | V   | V   | V   | V   | D   | V   | V   | V   | V   | V   | V   | V   | V   | N   | V   | N   | D   | V   | N   | V   | N   | V   | D   | N   | V   | V   | D  | V   | N   | V   | V   | V   |
| Rang     | 2e | 5e | 5e | 4e | 5e | 2e | 1re | 1re | 1re | 1re | 1re | 1re | 1re | 1re | 1re | 1re | 1re | 1re | 1re | 1re | 1re | 1re | 1re | 1re | 1re | 1re | 1re | 1re | 1re | 1re | 1re | 1re | 3e | 1re | 1re | 1re | 1re | 1re |

### Ligue des Champions

#### Phase des Groupes
| Rang | Équipe             | Pts | J | G | N | P | Bp | Bc | Diff |  | Résultats (▼ dom., ► ext.) |     |     |     |     |
| ---- | ------------------ | --- | - | - | - | - | -- | -- | ---- |  | -------------------------- | --- | --- | --- | --- |
| 1    | Bayern Munich      | 16  | 6 | 5 | 1 | 0 | 18 | 5  | +13  |  | Bayern Munich              |     | 4-0 | 3-1 | 2-0 |
| 2    | Atlético de Madrid | 9   | 6 | 2 | 3 | 1 | 7  | 8  | -1   |  | Atlético de Madrid         | 1-1 |     | 3-2 | 0-0 |
| 3    | Red Bull Salzbourg | 4   | 6 | 1 | 1 | 4 | 10 | 17 | -7   |  | Red Bull Salzbourg         | 2-6 | 0-2 |     | 2-2 |
| 4    | Lokomotiv Moscou   | 3   | 6 | 0 | 3 | 3 | 5  | 10 | -5   |  | Lokomotiv Moscou           | 1-2 | 1-1 | 1-3 |     |

## Compositions de l'équipe

### Premiere Partie
| Match                                      | Joueurs titulaires | Joueurs entrés en cours de jeu                                    |                                           | Match | Joueurs titulaires                                                   | Joueurs entrés en cours de jeu |
| ------------------------------------------ | --- | ----------------------------------------------------------------- | ----------------------------------------- | --- | -------------------------------------------------------------------- | ------------------------------ |
| Atlético Madrid - Grenade CF 4-4-2         | Oblak Trippier - Savić - Felipe - Lodi Correa (77e) - Koke (77e) - Saúl - Carrasco (71e) Costa (70e) - Félix (71e)          | Suárez (70e) Llorente (71e) Partey (71e) Lemar (77e) Vitolo (77e) | SD Huesca - Atlético Madrid 4-4-2         | Oblak Trippier - Felipe - Hermoso - Lodi Llorente (61e) - Partey - Saúl (75e) - Vitolo (46e) Félix - Suárez (62e)        | Correa (46e) Carrasco (61e) Costa (62e) Koke (75e)                   |                                |
|                                            | |                                                                   |                                           | |                                                                      |                                |
| Atlético Madrid - Villarreal CF 4-4-2      | Oblak Trippier - Savić - Felipe - Lodi Correa (70e) - Partey - Saúl - Koke (70e) Suárez (70e) - Félix (76e)                 | Llorente (70e) Carrasco (70e) Costa (70e) Herrera (76e)           | Celta Vigo - Atlético Madrid 4-4-2        | Oblak Trippier - Savić - Hermoso - Sánchez (50e) Correa (77e) - Torreira - Koke - Lemar (65e) Costa (50e) - Suárez (65e) | Felipe (50e) Félix (50e) Llorente (65e) Carrasco (65e) Herrera (77e) |                                |
|                                            | |                                                                   |                                           | |                                                                      |                                |
| Atlético Madrid - Real Betis 4-4-2         | Oblak Trippier - Savić - Felipe - Hermoso (77e) Lemar (46e) - Koke - Torreira (46e) - Correa (57e) Llorente - Suárez        | Herrera (46e) Carrasco (46e) Félix (57e) Lodi (77e) Vitolo (83e)  | CA Osasuna - Atlético Madrid 4-4-2        | Oblak Trippier - Savić - Giménez - Hermoso Llorente - Herrera - Koke - Vitolo (90e) Correa (87e) - Félix (85e)           | Torreira (85e) Lemar (87e) Felipe (90e)                              |                                |
|                                            | |                                                                   |                                           | |                                                                      |                                |
| Atlético Madrid - Càdiz CF 4-4-2           | Oblak Trippier - Savić - Giménez - Hermoso Llorente (54e) - Herrera (62e) - Saúl - Koke (71e) Félix - Suárez (72e)          | Correa (54e) Torreira (62e) Kondogbia (71e) Lemar (72e)           | Atlético Madrid - FC Barcelone 4-4-2      | Oblak Trippier - Savić - Giménez - Hermoso Llorente (73e) - Koke - Saúl - Carrasco (90e) Correa (84e) - Félix (84e)      | Costa (73e) Lemar (84e) Kondogbia (84e) Felipe (90e)                 |                                |
|                                            | |                                                                   |                                           | |                                                                      |                                |
| Valence CF - Atlético Madrid 4-4-2         | Oblak Trippier - Savić - Giménez - Hermoso Llorente - Koke - Saúl (60e) - Lodi (46e) Correa (65e) - Lemar (65e)             | Félix (46e) Carrasco (60e) Kondogbia (65e) Vitolo (65e)           | Atlético Madrid - Real Valladolid 3-4-2-1 | Oblak Savić - Felipe - Hermoso Trippier - Herrera - Saúl (58e) - Vitolo (46e) Correa (58e) - Lemar (77e) Suárez (63e)    | Llorente (46e) Koke (58e) Félix (58e) Kondogbia (63e) Torreira (77e) |                                |
|                                            | |                                                                   |                                           | |                                                                      |                                |
| Real Madrid - Atlético Madrid 4-4-2        | Oblak Trippier - Savić - Felipe (46e) - Hermoso Llorente - Koke - Herrera (46e) - Carrasco (46e) Félix (59e) - Suárez (72e) | Lemar (46e) Lodi (46e) Correa (46e) Saúl (59e) Kondogbia (72e)    | Atlético Madrid - Elche CF 4-4-2          | Oblak Trippier - Savić - Hermoso - Lodi Carrasco (66e) - Koke (87e) - Llorente - Lemar (66e) Félix (73e) - Suárez (74e)  | Saúl (66e) Correa (66e) Costa (73e) Kondogbia (74e) Felipe (87e)     |                                |
|                                            | |                                                                   |                                           | |                                                                      |                                |
| Real Sociedad - Atlético Madrid 4-4-2      | Oblak Trippier - Savić - Felipe - Hermoso Lemar (72e) - Koke - Llorente - Carrasco (87e) Correa (59e) - Suárez (87e)        | Saúl (59e) Kondogbia (72e) Lodi (87e) Costa (87e)                 | Atlético Madrid - Getafe CF 4-4-2         | Oblak Vrsaljko (57e) - Savić - Felipe - Hermoso Lemar (71e) - Koke - Llorente - Carrasco Correa (71e) - Suárez (80e)     | Saúl (57e) Torreira (71e) Correa (71e) Giménez (80e)                 |                                |
|                                            | |                                                                   |                                           | |                                                                      |                                |
| Deportivo Alavés - Atlético Madrid 3-1-4-2 | Oblak Giménez - Felipe (88e) - Hermoso Koke Vrsaljko - Llorente - Lemar - Carrasco (82e) Suárez - Correa (62e)              | Félix (62e) Saúl (82e) Lodi (88e)                                 | Atlético Madrid - FC Séville 3-1-4-2      | Oblak Savić - Giménez - Hermoso Koke Trippier - Llorente - Lemar (66e) - Carrasco (88e) Correa (66e) - Suárez (82e)      | Saúl (66e) Félix (66e) Torreira (82e) Felipe (88e)                   |                                |
|                                            | |                                                                   |                                           | |                                                                      |                                |
| SD Eibar - Atlético Madrid 3-1-4-2         | Oblak Giménez - Savić - Felipe Saúl Vrsaljko - Carrasco - Llorente - Lemar (46e) Correa (46e) - Suárez (90e)                | Félix (46e) Torreira (46e) Kondogbia (90e)                        | Atlético Madrid - Valence CF 3-1-4-2      | Oblak Savić - Giménez - Hermoso Koke Vrsaljko (46e) - Llorente (75e) - Lemar (85e) - Carrasco Suárez - Félix (62e)       | Lodi (46e) Correa (62e) Kondogbia (75e) Torreira (85e)               |                                |

### Seconde Partie
| Match                                   | Joueurs titulaires | Joueurs entrés en cours de jeu                                       |                                         | Match | Joueurs titulaires                                                     | Joueurs entrés en cours de jeu |
| --------------------------------------- | --- | -------------------------------------------------------------------- | --------------------------------------- | --- | ---------------------------------------------------------------------- | ------------------------------ |
| Cádiz CF - Atlético Madrid 3-1-4-2      | Oblak Savić - Giménez - Felipe Torreira (46e) Llorente - Saúl (84e) - Koke - Lemar (60e) Félix (60e) - Suárez (84e)        | Vrsaljko (46e) Correa (60e) Lodi (60e) Kondogbia (84e) Herrera (84e) | Atlético Madrid - Celta Vigo 3-1-4-2    | Oblak Savić - Giménez - Felipe (46e) Kondogbia Llorente - Lodi - Koke - Saúl Correa - Suárez                               | Torreira (46e)                                                         |                                |
|                                         | |                                                                      |                                         | |                                                                        |                                |
| Grenade CF - Atlético Madrid 3-1-4-2    | Oblak Savić - Felipe - Hermoso Kondogbia (46e) Llorente - Koke - Saúl - Carrasco Correa - Suárez                           | Vrsaljko (46e)                                                       | Levante UD - Atlético Madrid 3-1-4-2    | Oblak Savić - Giménez - Hermoso Koke (81e) Vrsaljko (46e) - Llorente - Saúl - Carrasco (66e) Correa (81e) - Suárez         | Kondogbia (46e) Félix (66e) Vitolo (81e) Torreira (81e)                |                                |
|                                         | |                                                                      |                                         | |                                                                        |                                |
| Atlético Madrid - Levante UD 3-4-2-1    | Oblak Felipe - Giménez (54e) - Hermoso Llorente - Koke (74e) - Kondogbia (61e) - Lodi Correa (61e) - Félix Suárez          | Lemar (54e) Sánchez (61e) Torreira (61e) Dembélé (74e)               | Villarreal CF - Atlético Madrid 4-2-3-1 | Oblak Vrsaljko - Savić - Felipe - Hermoso Llorente - Koke Correa (83e) - Lemar (46e) - Saúl Suárez (76e)                   | Félix (46e) Kondogbia (76e) Torreira (83e)                             |                                |
|                                         | |                                                                      |                                         | |                                                                        |                                |
| Atlético Madrid - Real Madrid 4-1-4-1   | Oblak Trippier - Savić - Felipe - Hermoso Koke Correa (82e) - Llorente - Lemar (57e) - Carrasco (64e) Suárez               | Saúl (57e) Félix (64e) Kondogbia (82e)                               | Atlético Madrid - Athletic Bilbao 4-3-3 | Oblak Trippier - Savić - Felipe - Hermoso Llorente (88e) - Koke - Lemar (67e) Félix (67e) - Suárez (72e) - Carrasco (88e)  | Correa (67e) Saúl (67e) Torreira (72e) Kondogbia (88e) Lodi (88e)      |                                |
|                                         | |                                                                      |                                         | |                                                                        |                                |
| Getafe CF - Atlético Madrid 4-1-4-1     | Oblak Trippier - Savić - Giménez - Hermoso (64e) Koke Correa (64e) - Llorente - Saúl (46e) - Carrasco (64e) Suárez         | Félix (46e) Lodi (64e) Dembélé (64e) Lemar (64e)                     | Séville FC - Atlético Madrid 3-1-4-2    | Oblak Felipe - Giménez - Hermoso (74e) Koke Trippier - Llorente - Saúl - Lodi (34e) Lemar (74e) - Suárez                   | Correa (34e) Herrera (74e) Kondogbia (74e)                             |                                |
|                                         | |                                                                      |                                         | |                                                                        |                                |
| Real Betis - Atlético Madrid 4-4-2      | Oblak Trippier (78e) - Savić - Giménez - Hermoso (63e) Saúl - Herrera (63e) - Koke - Carrasco Correa - Félix (48e)         | Torreira (48e) Lodi (63e) Vitolo (63e) Vrsaljko (78e)                | Atlético Madrid - SD Eibar 4-4-2        | Oblak Trippier - Savić (74e) - Giménez - Lodi Saúl - Koke (61e) - Herrera (70e) - Carrasco (70e) Correa (61e) - Llorente   | Dembélé (61e) Vitolo (61e) Torreira (70e) Kondogbia (70e) Felipe (74e) |                                |
|                                         | |                                                                      |                                         | |                                                                        |                                |
| Athletic Bilbao - Atlético Madrid 4-4-2 | Oblak Trippier (60e) - Savić - Felipe - Hermoso (74e) Saúl (60e) - Herrera (60e) - Koke - Carrasco Correa (65e) - Llorente | Félix (60e) Lemar (60e) Suárez (60e) Torreira (65e) Lodi (74e)       | Elche CF - Atlético Madrid 4-4-2        | Oblak Trippier - Savić - Giménez (82e) - Hermoso Llorente - Kondogbia - Lemar (57e) - Carrasco Correa (65e) - Suárez (82e) | Félix (57e) Koke (65e) Suárez (82e) Felipe (82e)                       |                                |
|                                         | |                                                                      |                                         | |                                                                        |                                |
| FC Barcelone - Atlético Madrid 4-4-2    | Oblak Trippier - Savić - Felipe - Hermoso Carrasco - Koke - Llorente - Lemar (13e) Correa (73e) - Suárez                   | Saúl (13e) Félix (67e) Kondogbia (73e)                               | Atlético Madrid - Real Sociedad 4-3-3   | Oblak Trippier - Savić - Felipe - Hermoso Llorente - Koke - Saúl (73e) Correa (73e) - Suárez (81e) - Carrasco              | Kondogbia (73e) Félix (73e) Lodi (81e)                                 |                                |
|                                         | |                                                                      |                                         | |                                                                        |                                |
| Atlético Madrid - CA Osasuna 4-4-2      | Oblak Trippier - Savić - Giménez - Hermoso (66e) Llorente (80e) - Koke - Saúl (66e) - Carrasco Correa (84e) - Suárez (90e) | Lodi (66e) Félix (66e) Dembélé (80e) Herrera (80e) Kondogbia (90e)   | Real Valladolid - Atlético Madrid 4-3-3 | Oblak Trippier - Savić - Giménez - Hermoso (63e) Llorente (79e) - Koke - Saúl (63e) Correa (85e) - Suárez - Carrasco       | Lodi (63e) Félix (63e) Kondogbia (79e) Herrera (85e)                   |                                |

## Statistiques

### Statistiques collectives
| Compétition         | Premier Match     | Dernier Match  | Début            | Termine            | Matches joués | Gagnés | Nuls | Perdus | Buts pour | Buts contre | Différence |
| ------------------- | ----------------- | -------------- | ---------------- | ------------------ | ------------- | ------ | ---- | ------ | --------- | ----------- | ---------- |
| La Liga             | 27 septembre 2020 | 22 mai 2021    | 1re journée      | 38e journée        | 38            | 26     | 8    | 4      | 67        | 25          | +42        |
| Copa Del Rey        | 16 décembre 2020  | 6 janvier 2021 | 1re Tour         | 2e Tour            | 2             | 1      | 0    | 1      | 3         | 1           | +2         |
| Ligue des Champions | 21 octobre 2020   | 17 mars 2021   | Phase de Groupes | Huitième de Finale | 8             | 2      | 3    | 3      | 7         | 11          | -4         |
| Total               | -                 | -              | -                | -                  | 48            | 29     | 11   | 8      | 77        | 37          | +40        |

### Statistiques individuelles

#### Discipline
Inclut uniquement les matches officiels. La liste est classée par numéro de maillot lorsque le total des cartons est égal.
| R     | No.   | Nat   | Position  | Joueurs                   | La Liga | La Liga      | Copa del Rey | Copa del Rey | Ligue des Champions | Ligue des Champions | Total  | Total        |
| R     | No.   | Nat   | Position  | Joueurs                   | Averti  | Carton rouge | Averti       | Carton rouge | Averti              | Carton rouge        | Averti | Carton rouge |
| 1     | 8     |       | Milieu    | Saúl Ñíguez               | 10      | 0            | 1            | 0            | 2                   | 0                   | 13     | 0            |
| 1     | 15    |       | Défenseur | Stefan Savić              | 11      | 0            | 0            | 0            | 2                   | 1                   | 13     | 1            |
| 3     | 6     |       | Milieu    | Koke                      | 10      | 0            | 0            | 0            | 2                   | 0                   | 12     | 0            |
| 4     | 14    |       | Milieu    | Marcos Llorente           | 6       | 0            | 0            | 0            | 2                   | 0                   | 8      | 0            |
| 4     | 18    |       | Défenseur | Felipe                    | 8       | 0            | 0            | 0            | 0                   | 0                   | 8      | 0            |
| 6     | 2     |       | Défenseur | José María Giménez        | 5       | 0            | 1            | 0            | 1                   | 0                   | 7      | 0            |
| 6     | 9     |       | Attaquant | Luis Suárez               | 6       | 0            | 0            | 0            | 1                   | 0                   | 7      | 0            |
| 6     | 22    |       | Défenseur | Mario Hermoso             | 6       | 0            | 0            | 0            | 1                   | 0                   | 7      | 0            |
| 9     | 7     |       | Attaquant | João Félix                | 6       | 0            | 0            | 0            | 0                   | 0                   | 6      | 0            |
| 9     | 12    |       | Défenseur | Renan Lodi                | 3       | 0            | 0            | 0            | 3                   | 0                   | 6      | 0            |
| 9     | 21    |       | Milieu    | Yannick Ferreira Carrasco | 6       | 0            | 0            | 0            | 0                   | 0                   | 6      | 0            |
| 12    | 11    |       | Milieu    | Thomas Lemar              | 4       | 0            | 0            | 0            | 1                   | 0                   | 5      | 0            |
| 13    | 4     |       | Milieu    | Geoffrey Kondogbia        | 4       | 0            | 0            | 0            | 0                   | 0                   | 4      | 0            |
| 14    | 5     |       | Milieu    | Lucas Torreira            | 2       | 0            | 0            | 0            | 1                   | 0                   | 3      | 0            |
| 14    | 10    |       | Attaquant | Ángel Correa              | 3       | 0            | 0            | 0            | 0                   | 0                   | 3      | 0            |
| 14    | 16    |       | Milieu    | Héctor Herrera            | 2       | 0            | 0            | 0            | 1                   | 0                   | 3      | 0            |
| 17    | 20    |       | Milieu    | Vitolo                    | 2       | 0            | 0            | 0            | 0                   | 0                   | 2      | 0            |
| 17    | 24    |       | Défenseur | Šime Vrsaljko             | 2       | 0            | 0            | 0            | 0                   | 0                   | 2      | 0            |
| 19    | 5     |       | Milieu    | Thomas Partey             | 1       | 0            | 0            | 0            | 0                   | 0                   | 1      | 0            |
| 19    | 19    |       | Attaquant | Diego Costa2              | 1       | 0            | 0            | 0            | 0                   | 0                   | 1      | 0            |
| 19    | 29    |       | Défenseur | Ricard Sánchez1           | 0       | 0            | 1            | 1            | 0                   | 0                   | 1      | 1            |
| TOTAL | TOTAL | TOTAL | TOTAL     | TOTAL                     | 98      | 0            | 3            | 1            | 17                  | 1                   | 118    | 2            |

1 Joueurs de l'équipe de réserve - Atlético Madrid B.

2 Joueurs ayant quitté le club.

#### Buteurs
Inclut uniquement les matches officiels. La liste est classée par numéro de maillot lorsque le total de but est égal.
| R.          | N.          | Nat         | Position    | Joueurs                   | La Liga | Copa del Rey | Ligue des champions | Total |
| ----------- | ----------- | ----------- | ----------- | ------------------------- | ------- | ------------ | ------------------- | ----- |
| 1           | 9           |             | Attaquant   | Luis Suárez               | 21      | 0            | 0                   | 21    |
| 2           | 14          |             | Milieu      | Marcos Llorente           | 12      | 0            | 1                   | 13    |
| 3           | 7           |             | Attaquant   | João Félix                | 7       | 0            | 3                   | 10    |
| 4           | 10          |             | Attaquant   | Ángel Correa              | 9       | 0            | 0                   | 9     |
| 5           | 21          |             | Milieu      | Yannick Ferreira Carrasco | 6       | 0            | 1                   | 8     |
| 6           | 8           |             | Milieu      | Saúl Ñíguez               | 2       | 0            | 0                   | 2     |
| 6           | 11          |             | Milieu      | Thomas Lemar              | 1       | 1            | 0                   | 2     |
| 6           | 19          |             | Attaquant   | Diego Costa2              | 2       | 0            | 0                   | 2     |
| 6           | 22          |             | Défenseur   | Mario Hermoso             | 1       | 0            | 1                   | 2     |
| 10          | 2           |             | Défenseur   | José María Giménez        | 0       | 0            | 1                   | 1     |
| 10          | 5           |             | Milieu      | Lucas Torreira            | 1       | 0            | 0                   | 1     |
| 10          | 6           |             | Milieu      | Koke                      | 1       | 0            | 0                   | 1     |
| 10          | 12          |             | Défenseur   | Renan Lodi                | 1       | 0            | 0                   | 1     |
| 10          | 15          |             | Défenseur   | Stefan Savić              | 1       | 0            | 0                   | 1     |
| 10          | 24          |             | Défenseur   | Šime Vrsaljko             | 0       | 1            | 0                   | 1     |
| 10          | 29          |             | Défenseur   | Ricard Sánchez1           | 0       | 1            | 0                   | 1     |
| Autres Buts | Autres Buts | Autres Buts | Autres Buts | Autres Buts               | 2       | 0            | 0                   | 2     |
| TOTAL       | TOTAL       | TOTAL       | TOTAL       | TOTAL                     | 67      | 3            | 7                   | 77    |

1 Joueurs de l'équipe de réserve - Atlético Madrid B.

2 Joueurs ayant quitté le club.

#### Passeurs
Inclut uniquement les matches officiels. La liste est classée par numéro de maillot lorsque le total de passe est égal.
| R.    | N.    | Nat   | Pos.      | Joueurs                   | La Liga | Copa del Rey | Ligue des champions | Total |
| ----- | ----- | ----- | --------- | ------------------------- | ------- | ------------ | ------------------- | ----- |
| 1     | 14    |       | Milieu    | Marcos Llorente           | 11      | 0            | 1                   | 12    |
| 2     | 10    |       | Attaquant | Ángel Correa              | 8       | 1            | 2                   | 11    |
| 2     | 21    |       | Milieu    | Yannick Ferreira Carrasco | 10      | 0            | 1                   | 11    |
| 4     | 23    |       | Défenseur | Kieran Trippier           | 6       | 0            | 0                   | 6     |
| 5     | 7     |       | Attaquant | João Félix                | 5       | 0            | 0                   | 5     |
| 6     | 9     |       | Attaquant | Luis Suárez               | 4       | 0            | 0                   | 4     |
| 7     | 11    |       | Milieu    | Thomas Lemar              | 3       | 0            | 0                   | 3     |
| 8     | 12    |       | Défenseur | Renan Lodi                | 2       | 0            | 0                   | 2     |
| 8     | 16    |       | Milieu    | Héctor Herrera            | 1       | 0            | 1                   | 2     |
| 8     | 22    |       | Défenseur | Mario Hermoso             | 2       | 0            | 0                   | 2     |
| 11    | 3     |       | Défenseur | Manu Sánchez1             | 1       | 0            | 0                   | 1     |
| 11    | 5     |       | Milieu    | Lucas Torreira            | 0       | 1            | 0                   | 1     |
| 11    | 6     |       | Milieu    | Koke                      | 1       | 0            | 0                   | 1     |
| 11    | 8     |       | Milieu    | Saúl Ñíguez               | 1       | 0            | 0                   | 1     |
| 11    | 24    |       | Défenseur | Šime Vrsaljko             | 1       | 0            | 0                   | 1     |
| 11    | 29    |       | Défenseur | Ricard Sánchez1           | 0       | 1            | 0                   | 1     |
| TOTAL | TOTAL | TOTAL | TOTAL     | TOTAL                     | 56      | 2            | 5                   | 63    |

1 Joueurs de l'équipe de réserve - Atlético Madrid B.

#### Clean Sheets
| R.     | No.    | Pos.   | Joueurs           | Matchs Joués | Clean Sheets % | La Liga (%) | Copa Del Rey (%) | Ligue des Champions (%) | Total |
| ------ | ------ | ------ | ----------------- | ------------ | -------------- | ----------- | ---------------- | ----------------------- | ----- |
| 1      | 13     | GB     | Jan Oblak         | 46           | 43%            | 18 (47%)    | 0 (0%)           | 2 (25%)                 | 20    |
| 2      | 1      | GB     | Ivo Grbić         | 1            | 100%           | 0 (0%)      | 1 (100%)         | 0 (0%)                  | 1     |
| 3      | 31     | GB     | Miguel San Román1 | 1            | 0%             | 0 (0%)      | 0 (0%)           | 0 (0%)                  | 0     |
| Totals | Totals | Totals | Totals            | 48           | 43%            | 18 (47%)    | 1 (50%)          | 2 (25%)                 | 21    |

1 Joueurs de l'équipe de réserve - Atlético Madrid B.